# Plot for Peace
Plot For Peace es un largometraje documental sudafricano de 2013 dirigido por Carlos Agulló y Mandy Jacobson que cuenta la inédita historia del empresario francés Jean-Yves Ollivier y su contribución a la liberación de Nelson Mandela.

## Trama
La película revela la historia secreta de cómo Jean-Yves Ollivier, empresario francés de origen argelino cuya actividad se desarrollaba mayormente en África, decide usar su red de contactos y se implica en la diplomacia paralela africana a mediados de los ochenta y en plena época de la guerra fría para apoyar al proceso de paz en la región. Este intrigante documental defiende la importancia de la aportación de "Monsieur Jacques" (nombre en clave con el que apodaban los servicios secretos internacionales a Ollivier) a la caída del régimen del apartheid y a la liberación de Nelson Mandela.

## Premios
| Festival                                 | País      | Premio                                                                   |
| ---------------------------------------- | --------- | ------------------------------------------------------------------------ |
| FICIP                                    | Argentina | Primera Mención en la Competición Oficial Internacional de Largometrajes |
| Regards sur le Cinema du Monde (Rouen)   | Francia   | Premio del Jurado a Mejor Documental                                     |
| Palm Springs International Film Festival | USA       | Premio Especial del Jurado                                               |
| Sao Paulo International Film Festival    | Brasil    | Premio del Jurado a Mejor Documental                                     |
| Sao Paulo International Film Festival    | Brasil    | Premio del Público a Mejor Documental                                    |
| Hamptons International Film Festival     | USA       | Conflict and Resolution Award                                            |
| Galway Film Fleadh                       | Irlanda   | Mejor Largometraje Documental Internacional                              |